# Welfenputsch
Der Welfenputsch beschreibt eine kurzzeitige Regierungskrise in der preußischen Provinz Hannover während des Kapp-Lüttwitz-Putsches vom 13. bis zum 17. März 1920.

## Hintergrund
In Hannover gab es unter anderem die Deutsch-Hannoversche Partei (DHP), die bereits 1919 ihre Anhänger aufrief, eigene Bürgerwehren zu organisieren. Unterstützt wurde sie zudem durch das Freikorps mit der Bezeichnung Hannoversche Legion. Ziel der Partei war es, die Monarchie in Hannover wieder einzuführen und sich von Preußen unabhängig zu machen. Der Aktion waren am 14. März 1920 Gespräche der regionalen Parteiführer beim „demokratischen“ Aktionsausschuss vorausgegangen. Der DHP-Generalsekretär Otto von Berger schlug den großen Parteien der Provinz (DHP, Zentrumspartei, DDP, MSPD, USPD) die „Einsetzung einer selbständigen Regierung“ für die Zeit der ungeklärten Situation in Berlin vor. Eine fünfköpfige Kommission hätte die Regierungsgeschäfte für diesen Zeitraum übernehmen sollen. Die SPD sprach sich gegen eine Unabhängigkeit Hannovers aus, so dass ihnen angeboten wurde, dass Robert Leinert den Posten des ersten Ministerpräsidenten der „Hannoverschen Republik“ übernehmen könnte.

## Der Putschversuch
Die DHP stand nicht auf der Seite der Kapp-Putschisten, da sich diese für die preußische Monarchie einsetzten. Daher engagierten sie einen eigenen Putschversuch, den sogenannten „Welfenputsch“. Der Putsch startete am Abend des 15. März, noch bevor die SPD auf das Angebot eingehen konnte. Die DHP ließ von zwei Kompanien der Hannoverschen Legion das Stadtschloss stürmen.
Gerüchte über das Herannahen bewaffneter welfischer Truppenverbände hatten jedoch dazu geführt, dass der Militärbefehlshaber General von Hülsen in der Nacht vom 15. auf den 16. März 1920 Truppen der Reichswehr in der Stadt Hannover einsetzte, um die welfentreuen Bürgerwehren (die gelb-weiße Armbinden trugen) in der Stadt zu entwaffnen. Hierbei kam es zu Schießereien. So wurden auch die in das Schloss eingedrungenen Kompanien von der Sicherheitspolizei entwaffnet und vertrieben. Der Putschversuch endete bereits am 17. März, die Verantwortlichen flohen zunächst, kehrten jedoch teilweise etwas später zurück. Im Verlauf dieser Auseinandersetzungen gab es auf Seiten der Arbeiterschaft zehn Tote zu beklagen, die auf dem Stöckener Friedhof beerdigt wurden. Spätere Versuche die Selbständigkeit Hannovers wiederherzustellen, wie beispielsweise eine Abstimmung über die Loslösung von Preußen scheiterten stets am Votum der SPD.
Der Begriff „Welfenputsch“ wurde wahrscheinlich durch die sozialdemokratische Presse geprägt, die in der DHP einerseits einen konservativ-monarchistischen Gegner und andererseits eine Gefahr für das seit der Revolution 1918/19 sozialdemokratische Preußen sah. Die DHP hatte einen Umsturzversuch in Hannover bestritten. Die DHP setzte sich nach dem Ersten Weltkrieg stark für die Loslösung der Provinz Hannover aus dem preußischen Staatsverband ein.